# Vettaikaranpudur
Vettaikaranpudur (o Vettaikaran Pudur, Vettaikkaranpudur, Vettagaranpudur, Vettakkaranpudur) è una suddivisione dell'India, classificata come town panchayat, di 17.594 abitanti, situata nel distretto di Coimbatore, nello stato federato del Tamil Nadu. In base al numero di abitanti la città rientra nella classe IV (da 10.000 a 19.999 persone).

## Geografia fisica
La città è situata a 10° 34' 0 N e 76° 55' 60 E e ha un'altitudine di 257 m s.l.m..

## Società

### Evoluzione demografica
Al censimento del 2001 la popolazione di Vettaikaranpudur assommava a 17.594 persone, delle quali 8.805 maschi e 8.789 femmine. I bambini di età inferiore o uguale ai sei anni assommavano a 1.745, dei quali 899 maschi e 846 femmine. Infine, coloro che erano in grado di saper almeno leggere e scrivere erano 9.340, dei quali 5.303 maschi e 4.037 femmine.